# Орлув (Малопольское воеводство)
О́рлув (пол. Orłów) — село в Польше в сельской гмине Сломники Краковского повета Малопольского воеводства.

## География
Село располагается при государственной дороге № 7 в 7 км от административного центра гмины города Сломники и в 27 км от административного центра воеводства города Краков.
В 1975—1998 годах село входило в состав Краковского воеводства.

## Население
По состоянию на 2013 год в селе проживало 152 человек.
| 2007 | 2013 |
| ---- | ---- |
| 162  | 152  |

| Перепись  | Всего   | Всего | Женщины | Женщины | Мужчины | Мужчины |
| --------- | ------- | ----- | ------- | ------- | ------- | ------- |
| Единицы   | человек | %     | человек | %       | человек | %       |
| Население | 152     | 100   | 77      | 50,65   | 75      | 49,35   |